# Conseils de quartier de la Ville de Québec
Pour un article plus général, voir Conseils de quartier.
 (août 2024).
Si vous disposez d'ouvrages ou d'articles de référence ou si vous connaissez des sites web de qualité traitant du thème abordé ici, merci de compléter l'article en donnant les références utiles à sa vérifiabilité et en les liant à la section « Notes et références ».
Un Conseil de quartier de la ville de Québec est un organisme consultatif de la ville de Québec composé de citoyens et du ou des conseillers municipaux (sans droit de vote) dont le district électoral couvre le territoire du quartier. Il désigne, parmi ses membres, un président ou une présidente. Il nomme aussi les membres du comité consultatif d'urbanisme.